# 福原克己
福原克己（日语：／ Fukuhara Katsumi，8月24日—）是日本的男性聲優。茨城縣出身。AXL ONE準所屬。

## 人物
2016年4月1日加入AXL ONE。2020年時，為第十四回聲優獎新人男優獎得主之一。

## 演出作品
※粗體字為主要角色。

### 電視動畫
2017年
- 政宗君的復仇（學生）
- 銀之守墓人（殭屍2、玩家A、玩家1、收藏家〈怪物〉、男A、工作人員）
- 愛麗絲與藏六（部下）
- 覆面系NOISE（青年）
- 阿童木起源（遊客B）
- 帶著智慧型手機闖蕩異世界。（望月冬夜[4]）
- 戰刻夜血（士兵、家臣）

2018年
- 一人之下 羅天大醮篇（張才、張楚嵐的對戰對手C、單士童[5]）
- 擁抱！光之美少女（千瀨文人[6]）
- 女神異聞錄5 the Animation（SP）
- 星光頻道（工作人員）
- 美男高校地球防衛部HAPPY KISS！（學生）
- 後街女孩（歌迷A）
- Banana Fish（書寧、手下）
- 來自繽紛世界的明日（男學生）

2019年
- W'z（幸也／荒城幸也[7]）
- 鑽石王牌 actII（川島謙吾）
- 我們真的學不來！（觀眾B）
- 賢者之孫（騎士養成士官學院生）
- 為了女兒，我說不定連魔王都能幹掉。（安東尼[8]）
- 高分少女II（遊戲玩家4）
- 超人高中生們即便在異世界也能從容生存！（馬修）

2020年
- 科學超電磁砲T（敵高男子）
- 達爾文遊戲（Eighth成員C）
- 名偵探柯南（年輕人）
- 籃球少年王（大榮部員）
- 大貴族（鯊魚）
- 黑色五葉草（少年）
- 暮蟬悲鳴時業（龜田幸一）

2021年
- Praeter之傷（鞍馬北斗）
- 86－不存在的戰區－（托馬·索比）
- 本田小狼與我（學生）
- 死神少爺與黑女僕（年輕人）
- 暮蟬悲鳴時卒（龜田幸一）
- 鬼滅之刃 無限列車篇（機修工弟子)
- 境界戰機（不動アツシ）
- 吸血鬼馬上死（食屍鬼）
- 白沙的Aquatope（新郎）

2022年
- ORIENT 東方少年（學生）
- 86－不存在的戰區－（男性）
- 在地下城尋求邂逅是否搞錯了什麼IV（塔克的同伴、冒險者）
- 我想成為影之強者！（男子）
- 不道德公會（基克爾·馬丹[9]）
- POP TEAM EPIC（第2期）（直播主、不良少年A）
- 4個人各自有著自己的秘密（同班男生）
- 永久少年 Eternal Boys（織田、攝影師）

2023年
- 英雄傳說 閃之軌跡 北方戰役（少年兵1、新兵B）
- 射擊覺醒！激鬥瓶蓋人DX（大井五右衛門、AI）
- 我想成為影之強者！（客人）
- 虛構推理（亮馬〈回想〉）
- 關於我在無意間被隔壁的天使變成廢柴這件事（男學生）
- 帶著智慧型手機闖蕩異世界。2（望月冬夜[10]）
- 躍動青春（橋本）
- 卡片戰鬥!! 先導者 will+Dress（TirnanogYouth成員）
- 獻祭公主與獸王（士兵B）
- SHY靦腆英雄（乘客）
- 柚木家的四兄弟（學生）

2024年
- 輪迴第7次的惡役令孃，在前敵國享受自由自在的新娘生活（凱爾·摩根·克雷瓦利[11]）
- 金屬口紅（涅安4、羅布·艾卡茲）
- 非自願的不死冒險者（兜帽男、希拉的弟弟）
- 反派千金等級99～我是隱藏頭目但不是魔王～（學生）
- 奇異賢伴 黑色天使
- 公主殿下，「拷問」的時間到了（骸骨部下）
- 黑執事 寄宿學校篇（學生）
- 無職轉生II～到了異世界就拿出真本事～（男學生E）
- 【我推的孩子】 第2期（BLADE代演）
- 雙生戀情密不可分（森脇豐茂[12]）

2025年
- 不擅吸血的吸血鬼（千葉大地[13]）

### 劇場版動畫
2015年
- 百日紅

2019年
- 天氣之子

2021年
- 鈴芽之旅

### 網路動畫
2018年
- B：彼之初（理查德、雷德、鑑識官）

2020年
- 射擊覺醒！激鬥瓶蓋人（大井五右衛門）

### 遊戲
2015年
- 夏色高校★青春白書

2016年
- 逆轉奧賽羅尼亞（阿爾瑪古艾拉[14]）

2023年
- 超偵探事件簿 霧雨謎宮（幽瑪 可可赫多[15]）
- 怪物彈珠（桃花源）

### BLCD
- 這種攻角流行不起來！（生澤佑[16]）

## 外部連結
- 事務所官方簡歷 （页面存档备份，存于）（日語）
- 福原克己的X（前Twitter）（日語）